# مارکایمه
مارکایمه (به لاتین: Markajmy) یک روستا در لهستان است که در گمینا لیزبارک وارمینگسکی واقع شده‌است. مارکایمه ۲۰۰ نفر جمعیت دارد.